# المنظمة الدولية لتنمية التعاون الزراعي
هي منظمة غير ربحية، ACDI / VOCA خاصة تعزز النمو الاقتصادي على نطاق واسع، ارتفاع مستويات المعيشة ومراكز عمرانية تعج بالحياة في البلدان المنخفضة الدخل والديمقراطيات الناشئة.
تقدم حلول مستدامة لمشاكل التنمية الأكثر إلحاحا ومستعصية على الحل. تمتد أنشطتها استمرارية التنمية، من تلبية الاحتياجات الأساسية لاستقرار المجتمع والأمن الغذائي والتغذية، والتخفيف من حدة الفقر، والوصول إلى الخدمات المالية وتكامل السوق.
لا تعالج المشاكل واحد في عزلة بل دمج النهج من مجالات الممارسة الخمسة لديها:
-الأعمال الزراعية
- تنمية المجتمع
- تنمية المشاريع
-الخدمات المالية
-الأمن الغذائي
‌

## التاريخ
تأسست منظمة VOCA من قبل المتطوعون في المساعدة التعاونية الخارجية في عام 1970 لتقديم المساعدة التطوعية في البلدان النامية. في عام 1985 كانت المنظمة أول من نفذ برنامج الزراعة من مزارع إلى مزارع الذي تموله الوكالة الأمريكية للتنمية الدولية. ومن بين المتطوعين رؤساء البنوك ومتخصصون في تخزين الحبوب ورجال الأعمال. بعد سقوط الاتحاد السوفيتي، تم تنفيذ عدد كبير من المهام في وسط وشرق أوروبا والدول المستقلة حديثًا، وفي كثير من الحالات وفرت رواد الأعمال هناك.